# ライオネス飛鳥
ライオネス飛鳥（ライオネスあすか、本名：北村 智子（きたむら ともこ）、1963年7月28日 - ）は、日本の元女子プロレスラー、タレント、実業家。東京都練馬区生まれ、埼玉県蓮田市育ち。パーフィットプロダクション所属。

## 人物・来歴
蓮田市立黒浜中学校を経て、埼玉県立蓮田高等学校を中退後、1980年に全日本女子プロレスに入団する。入団テストではトップの成績で、すぐれた運動神経であり、
技もすぐに覚えるエリートであった。
同年5月10日に同期の奥村ひとみ、師玉美代子との巴戦でデビュー。後にリングネームを改めて、後に親友となる長与千種とのクラッシュギャルズで一大ブームを巻き起こす。1981年には全日本ジュニア王座、1982年には全日本シングル王座を獲得した。1984年8月にはクラッシュギャルズがWWWA世界タッグ王座を獲得、さらに8月、「炎の聖書」で歌手デビュー。1989年夏に現役を引退。
引退後は女子プロレスの解説をしながらタレント活動を始め、1990年には「のぞみウィッチィズ」で映画デビュー。また日本自動車連盟（JAF）の国際A級ライセンスを取得し、カーレースにも出場。1994年11月に行われた全女の東京ドーム大会にて女子プロレスラーとして現役復帰、ジャガー横田・バイソン木村と共に『ライディーン・アレイ』を結成するが、ブランクと甲状腺疾患による体調不良から思うように試合が出来ず、苦しい日々を過ごす。
その後、吉本女子プロレスJd'にフリーとして戦いの場を移し、ブランクと甲状腺疾患を克服しヒールに転向。イーグル沢井やシャーク土屋と組み、Jd'のみならず、FMWやLLPWでも活躍の場を広げる。この時期に幾度となく繰り広げられた井上京子とのハードコアシングルマッチは評価が高い。1995年にはWWE（当時WWF）のPPV・サバイバー・シリーズに出場し、モンスター・リッパーやアジャ・コングとチームを組んで井上京子やチャパリータASARIらとの激戦を全米に披露。1998年12月27日後楽園ホール大会にてGAEA JAPAN初登場。1999年4月4日、9月15日に行なわれた長与千種との2度に渡る凄絶なシングルマッチを経て、2000年3月12日に再結成を宣言。2000年5月14日に行なわれたGAEA旗揚げ5周年記念有明コロシアム大会で「クラッシュ2000」として再始動。この有明大会での観客動員数は8,000人を超え、クラッシュ復活を観ようと観戦バスツアーも組まれた。その後はアルシオンに参戦し、浜田文子からクイーン・オブ・アルシオンのベルトを奪う。アルシオン消滅後は主にGAEAに活動の場を戻すが、首の故障（脊柱管狭窄症と指定難病の靭帯骨化症）により2004年11月3日の後楽園ホール大会で引退を発表。2005年4月3日、GAEA JAPAN横浜文化体育館大会を最後に現役を引退した。
選手生命の限界を医師から告げられ、セカンドキャリアを考え始めた2003年、親交のあった元女子シュートボクシング選手の仁あきらが経営していた会員制ラウンジが銀座にも出店するにあたりスタッフとして勤務を始め、約2年ほど銀座の流儀や水商売の経営を学ぶ。2006年3月1日、銀座に会員制スナック「gangs」を開店。
2017年8月には両膝の人工関節手術を行った。
2023年現在、スナック経営の他、GAORAなどでの解説を主とするタレント活動をしている。

## 得意技
ライガー・ボム
体重の軽い相手に対し積極的に使用していた。
フリーバードボム
バックドロップの要領で相手を後ろから抱え、前方で相手の体を水平に回転させて叩き付ける技。後期では主に繋ぎの技として使われた。
タワーハッカーボム
相手をアルゼンチン・バックブリーカーのように肩に担ぎ、自分の首を支点に相手の体を水平に回転させながらライガー・ボムのようにマットに叩き付ける技。フリーバード・ボムを返されることが多くなり新技の開発を迫られ、より高いところから相手を叩き付ける方法を模索して開発された技。後期のメイン必殺技。
LSD I〜III
タワーハッカー・ボムを返された時にだけ出す取って置きの必殺技。Iは変形のフィッシャーマンズ・バスターからホールドするが2回（小杉夕子戦、神取忍戦）しか使われたことがない。II、IIIはフィッシャーマンズ・バスターの体勢から相手を回転させ前方へファルコン・アローのように脳天から叩き付ける技。違いは首のホールドの仕方で、飛鳥曰く「IIIは大型選手用」。多くの大一番でLSD IIが飛鳥に勝利をもたらしている。技名のLSDは「ライオネス・サプライズ・ドライバー」の略。IIIは「サード」と呼ぶ。
スーパーライガーボム
コーナーのセカンドロープ上に長机をかけ足場を作り、その上からマットに向かってライガー・ボムのように叩き付ける技。セカンドロープで決ず、トップロープから行ったこともある。ヒール転身後に時折使用していた。
逆回し蹴り
しゃがんだり膝をついたりして体勢を低くした相手に向かってその場で横向きに前転し、その遠心力を利用して踵で相手の顔面を蹴る技。浴びせ蹴りに近いが縦回転ではなく横回転なので、相手に当たるタイミングが早く避けづらいのが特徴。ボム系の技を狙う前に使用していた。後に加藤園子に継承される。
ハードコアダイビングフットスタンプ
相手を仰向けに寝かせてその上に脚を折りたたんだ長机を乗せ、その上にフットフタンプを決める技。机の金具がめり込むので見た目より痛いらしい。場外に向かって使用することもある。
1999年8月22日、川崎市体育館で行われた井上京子戦では2階席から1階フロアの京子に向って敢行した。
毒霧
グレート・ムタ、BUSHIお得意の必殺技、青緑の塗料の混じった液体を口に含んで相手の顔面に吹きかける。
ジャイアントスイング
試合の度に愛用した技。1984年10月29日、山崎五紀戦で当時最高の24回転に成功させる。
ジャガー式バックドロップホールド
WWWA世界シングル王座にてこの技でジャガー横田に敗れてから、一時期使用したここ一番の技。相手の片足を膝から曲げてフックし、バックドロップホールドを決める。片足抱え式バックドロップとは片足のフックが異なる。
カウンター手刀
80年代クラッシュギャルズ全盛期に主によく使用した相手をロープに振ってからのカウンター技で、『炎の聖書(バイブル)』のジャケットにもなったポーズから、繰り出す逆水平の手刀。特徴は放つ前の構えと打った後に膝を落とす力強い逆水平のような手刀。長与とクラッシュギャルズとしてタッグを組むと、ツープラトンで、飛鳥は手刀、長与は正拳突きを同時に放っていた。尚、長与とのタッグ連携時のダブル正拳突き以外で、飛鳥が正拳突きを使用した事はほとんどない。
サソリ固め
クラッシュギャルズのダブルサソリのイメージが強いが、シングル戦においても使用した。
脇固め
長与よりも早く使い始め、全女中期によく使用した技。地方巡業などではフィニッシュホールドにもなった。またU系のチキンウィングフェイスロックや三角絞めも同時期に使用していた。
ランニング・ネックバスター
ジャンピングネックブリーカーの変形。相手の首に腕を引っ掛け反転して首を叩きつける。ジャッキー佐藤から受け継ぎ西脇充子に受け継がれた。

## タイトル歴
- WWWA世界シングル王座
- WWWA世界タッグ王座
- オールパシフィック王座
- 全日本シングル王座
- 全日本ジュニア王座
- TWF世界女子王座
- クイーン・オブ・アルシオン王座
- ツインスター・オブ・アルシオン王座
- NWAパシフィック女子&NEO認定シングル王座
- AAAWタッグ王座

プロレス大賞
- 女子プロレス大賞

## 歌手活動
- クラッシュギャルズとして、1984年8月21日に『炎の聖書』（ビクター）でレコードデビュー。シングル6枚、オリジナルアルバム6枚、ミニアルバム2枚をリリース。クラッシュギャルズ#ディスコグラフィ参照。

## メディア出演

### 映画
- のぞみウィッチィズ（1990年3月17日、松竹） - スケバン 役
- 極道ステーキシリーズ（1991年、1992年）- 鬼姫 役

### テレビ
- 一枚の写真（1990年6月22日、フジテレビ）
- ゲーム王国（テレビ東京）
- プロ格KING（GAORA） - レギュラー解説
- シルシルミシル
- 中居正広のミになる図書館（2014年7月15日、テレビ朝日）

### テレビドラマ
- 私が愛したウルトラセブン（1993年2月13日・20日、NHK） - 春子 役
- 東京少女 山下リオ 4月期・第4話「タイマン少女」（2008年4月26日、BS-TBS） - 安藤ミエコ 役
- 御社の乱れ正します! 第5話（2024年4月30日、BS-TBS） - 佐藤すみれ部長 役[8][9]

### その他
- Walkerplus「わんにゃんWalker 4・5月号」2024.4月〜連載記事掲載